# Maciej Musiałowski

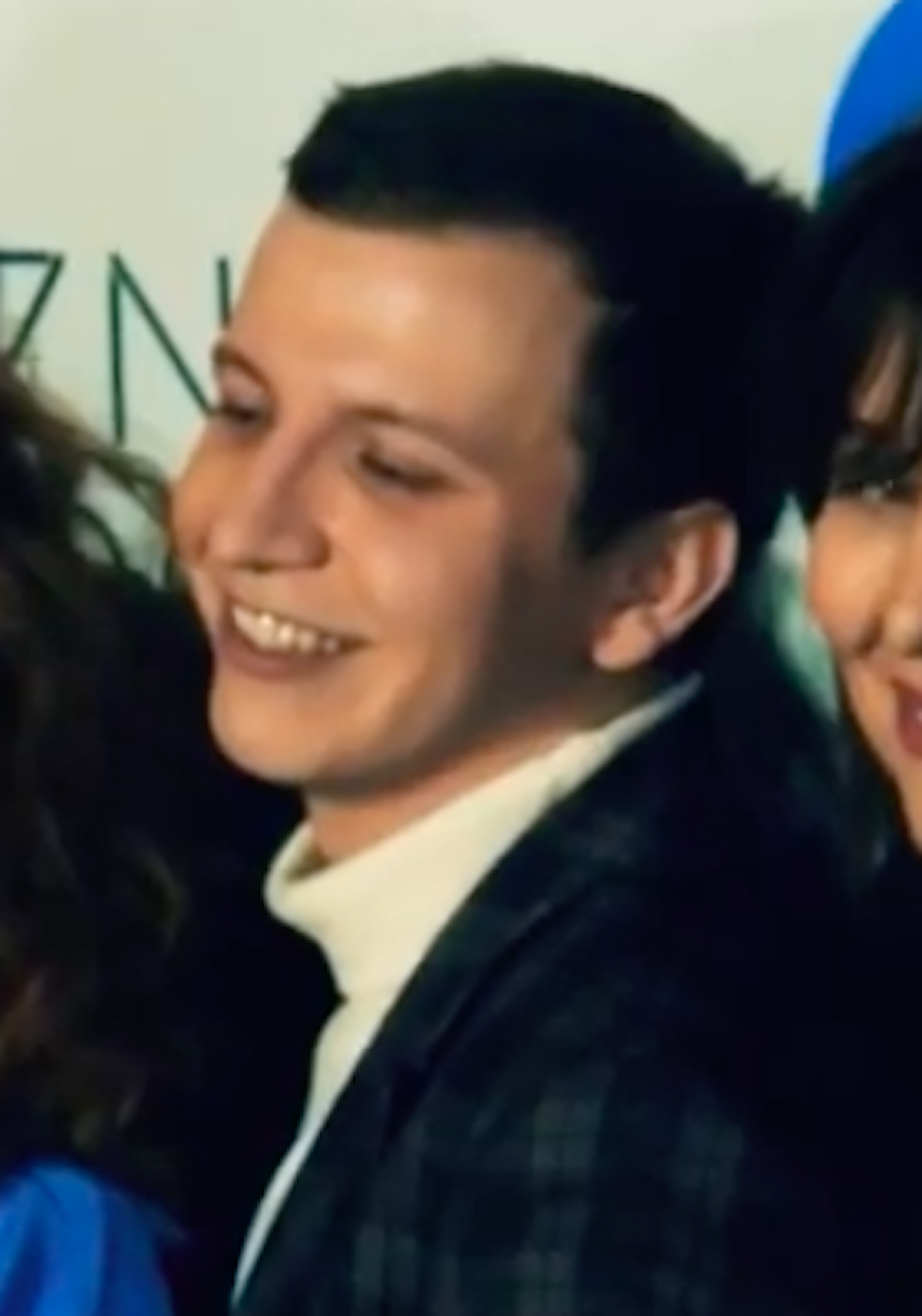
Maciej Musiałowski bei der Vorstellung von Kod genetyczny (2020)

Maciej Musiałowski (* 5. Dezember 1993 in Warschau) ist ein polnischer Filmschauspieler.

## Leben
Maciej Musiałowski wurde 1993 in Warschau geboren und stammt aus einer Künstlerfamilie. Er hat drei Brüder.
Im Jahr 2015 gewann der Schauspieler den Grand Prix im Wettbewerb Przegląd Piosenki Aktorskiej in Breslau. Sein Fernsehdebüt gab er 2016 in der Fernsehserie Druga Szansa mit Małgorzata Kożuchowska in der Hauptrolle. Im Jahr 2018 beendete er sein Schauspielstudium an der staatlichen Hochschule für Film, Fernsehen und Theater Leon Schiller in Łódź. In The Hater von Jan Komasa erhielt er die Hauptrolle und spielt im Film Tomasz Giemza.

## Filmografie (Auswahl)
- 2015: Gigant
- 2017: Kładka
- 2020: The Hater
- seit 2020: Kod genetyczny (Fernsehserie)[5]